# Sebastian Rybczyński
Sebastian Fabian Rybczyński herbu Chalecki (ur. XVII w., zm. XVIII w.) – polski prawnik, pisarz sądu referendarskiego (1713–1717), pisarz dekretowy koronny (1725), sekretarz królewski.
W 1713 objął urząd pisarza sądu referendarskiego, który piastował do 1717. Następnie został pisarzem dekretowym w kancelarii większej koronnej. Nobilitowany na sejmie grodzieńskim 19 listopada 1726 za długoletnią służbę na dworze królewskim.
W pierwszej połowie XVIII w. wybudował w Warszawie okazały pałac, który nabył w 1726 kasztelan trocki Jan Fryderyk Sapieha. Po znacznej przebudowie w latach 30. XVIII w. znany jest on obecnie jako Pałac Sapiehów.